# Francis Mugnier
Pour les articles homonymes, voir Mugnier.
Francis Mugnier, né le 20 août 1884 à Vieugy et mort le 20 avril 1949 à Annecy, plus connu comme le Chanoine Mugnier est un ecclésiastique, professeur et écrivain catholique savoyard.
Il ne doit pas être confondu avec l'Abbé Arthur Mugnier.

## Biographie
Francis Mugnier naît 20 août 1884 à Vieugy.
Il entre très jeune au petit séminaire de La Roche-sur-Foron, puis au Grand Séminaire d'Annecy.
Titulaire d'une licence de lettres, obtenue à l'Institut catholique de Paris, il est ordonné à Annecy le 9 juillet 1911. Il soutient sa thèse de théologie dogmatique à l'université catholique de Lyon en 1925.
Professeur à Thônes (1914), il est transféré au grand séminaire d'Annecy où il devient directeur en 1919, tout en enseignant la théologie morale. Il est supérieur des Chapelains de saint François de Sales. En 1926, il devient chanoine honoraire.
Il est élu président de l'Académie salésienne en 1935, puis réélu en 1939-1940.
Francis Mugnier meurt le 20 avril 1949.

## Publications
- Souffrance et rédemption: étude de théologie dogmatique, ascétique et mystique, Paris, A. Blot, 1925, 226 p.
- Petit manuel théologique et pratique de la vocation, à l'usage de la jeunesse et des éducateurs, Paris, A. Blot, 1928, 211 p.
- Le Sacerdos, Paris, Flammarion, 1929
- Le Lys de Bretagne. Mère Marie de l'Immaculée Conception Fondatrice de la Congrégation « Pia» des Sœurs de l'Immaculée Conception, Annecy, J.pernoud, 1930.
- La Passion de Jésus-Christ d'après Saint Thomas d'Aquin: Somme théologique: IIIa, q.46-49, Paris, Pierre Téqui, collection du Christ-Roi, 1932, 306 p.
- La Compassion de Marie : Notre-Dame des sept douleurs, Paris, P. Lethielleux, 1935, 201 p.
- (Le Christ et le chrétien.) Roi, prophète, prêtre: avec le Christ, Imprimerie Pacteau, 1936, 245 p.
- Saint François de Sales à Paris: Troisième voyage (1618-1619), 1937
- Toute la vie sanctifiée: Le devoir d'état à l'école de saint François de Sales, 1940, avec une Lettre-préface du P. Jules Comerson, Paris, chez P. Lethielleux, 276 p.
- Avec Christ en prière, Paris, Aubanel, 1941, 79 p.